# فیلیپ بوبک
فیلیپ بوبک (لهستانی: Filip Bobek؛ زادهٔ ۹ اکتبر ۱۹۸۰) بازیگر اهل لهستان است.
از فیلم‌ها یا برنامه‌های تلویزیونی که وی در آن نقش داشته‌است می‌توان به یک‌راست به دل، ۲ ایکس‌ال، در خوشی و سختی، اولا بی‌ریخته، هتل ۵۲، مجرد، ۸۰ میلیون، در خیابان سپولنی، دوستان و اتاق خودکشی اشاره کرد.